# Imma cirrholeuca
Imma cirrholeuca är en fjärilsart som beskrevs av Edward Meyrick 1928. Imma cirrholeuca ingår i släktet Imma och familjen Immidae. Inga underarter finns listade i Catalogue of Life.